# جو هيون جونغ
جو هيون جونغ (الكورية: 주현정) هي نبالة كورية جنوبية، ولدت في 3 مايو 1982 في كوريا الجنوبية.

## وصلات خارجية
- جو هيون جونغ على موقع الاتحاد الدولي للرماية بالسهام (الإنجليزية)
- جو هيون جونغ على موقع اللجنة الأولمبية الدولية (الإنجليزية)
- جو هيون جونغ على موقع أوليمبيديا (الإنجليزية)